# 嘉南鐵路
嘉南鐵路是中華人民共和國山西省的一條鐵路，位於晉城市。是中國第一條民營鐵路、晉城第一條地方鐵路。西起侯月鐵路嘉峰站，東接太焦鐵路南陳舖站，正線全長64.29公里，疏解及引入线长20.57公里，途经沁水县东部、泽州县北部和高平市西部，沿途共設苏庄、杏林、胡底、樊庄、唐安和康营6個車站。主要是用來運輸煤炭和化肥。该铁路被铁道部列入中长期铁路网规划。
鐵路在2009年9月28日開工，由鄭州鐵路局、博宥投資管理集團有限公司、山西裕豐鐵路建設投資有限公司出資組建的山西裕豐嘉南鐵路有限公司興建和營運。投資額為23億人民幣，工期三十个月，总投资23亿元，截止2012年8月完成投资147236万元。由于多种原因，嘉南铁路工程于2011年初全面停工。